# 6237 Тікусі
6237 Тікусі (6237 Chikushi) — астероїд головного поясу, відкритий 4 лютого 1989 року.
Тіссеранів параметр щодо Юпітера — 3,050.